# Fata Morgana (Efteling)
Fata Morgana is een dark water ride in het Nederlandse attractiepark de Efteling. De attractie staat in het themagebied Anderrijk en is geïnspireerd op de sprookjes van Duizend-en-een-nacht. Op 27 maart 1986 opende Fata Morgana haar deuren voor publiek.

## Exterieur
Fata Morgana bevindt zich in het zuidwesten van het attractiepark, grenzend aan de parkgrens en de Vonderplas. De attractie bevindt zich in een wit geschilderd complex, dat is geïnspireerd op invloeden van de Marokkaans-Arabische architectuur. Kenmerkend zijn de diverse torens met kleurrijke koepels. Bovenop elke koepel bevindt zich het halvemaan-symbool in een gouden kleur. Voor de entree bevindt zich een plein waar zich een fontein bevindt omringd door bloembakken. Aan het plein zijn verder diverse faciliteiten zoals een toiletgebouw, horecagelegenheid de Oase en souvenirwinkel de bazaar te vinden.

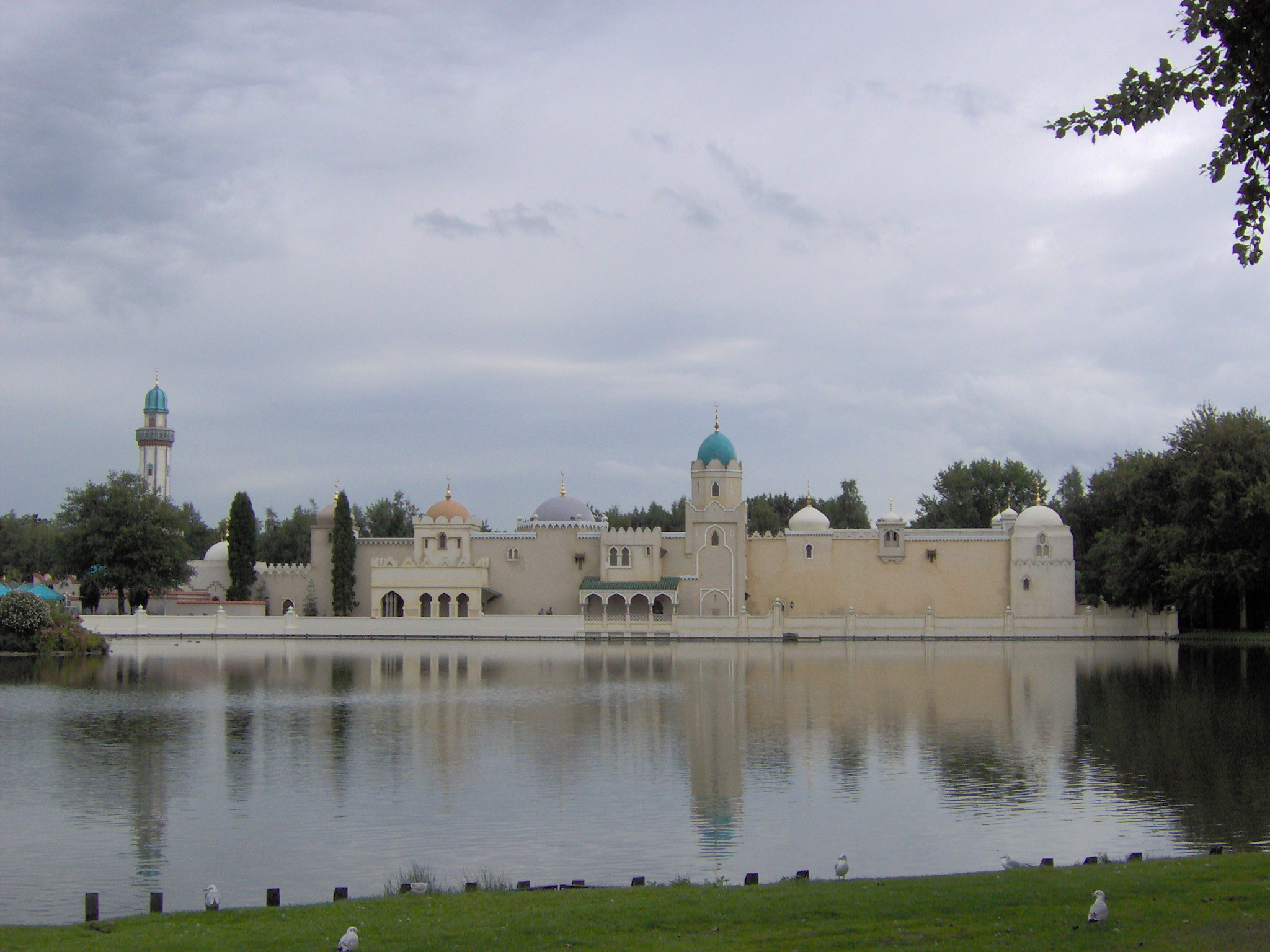
Exterieur
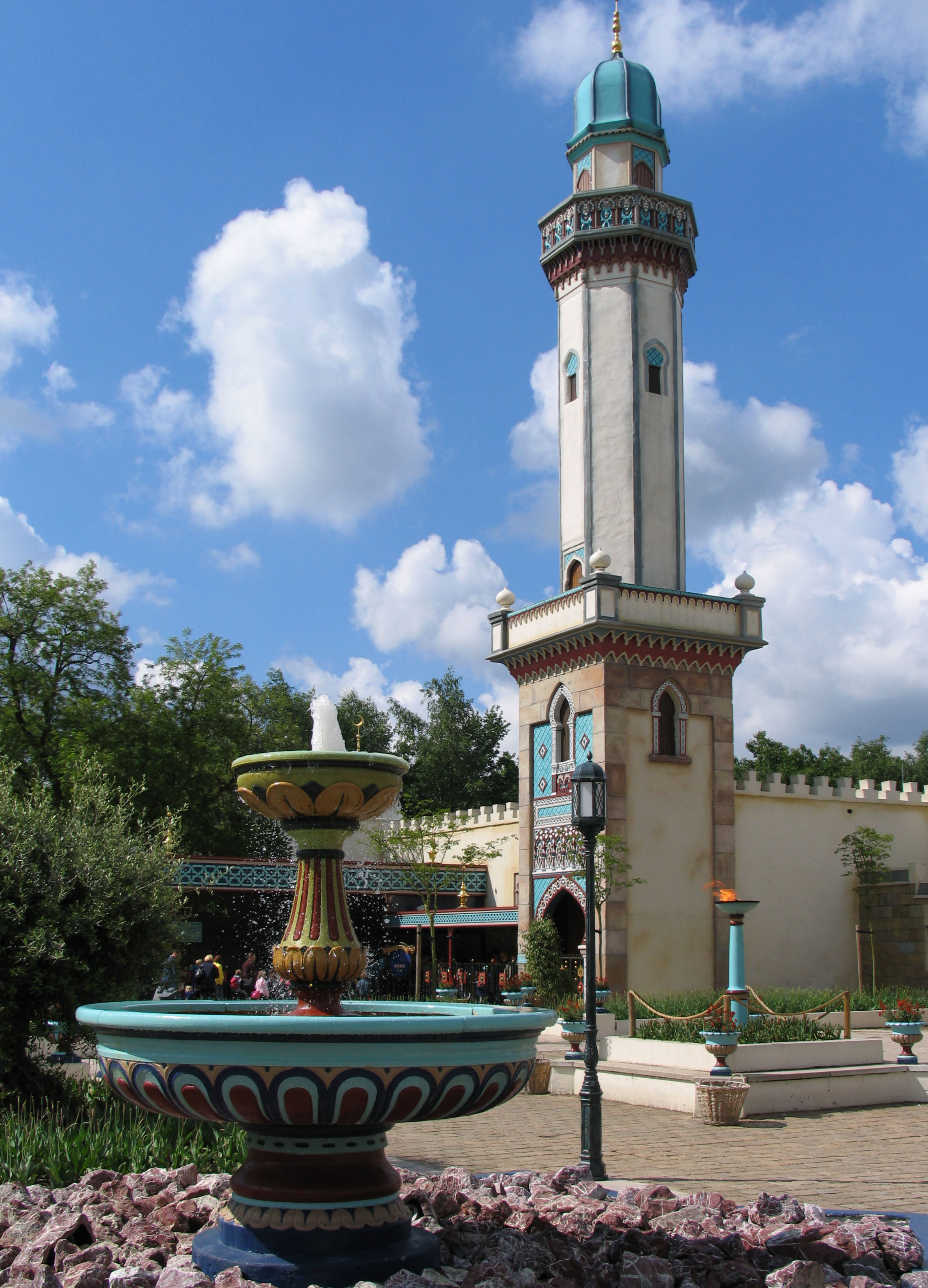
Entreeplein
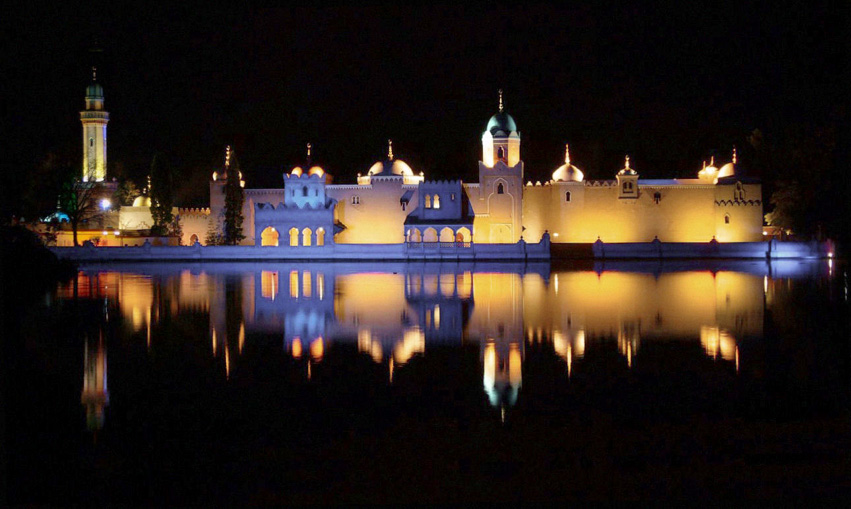
Avonduren
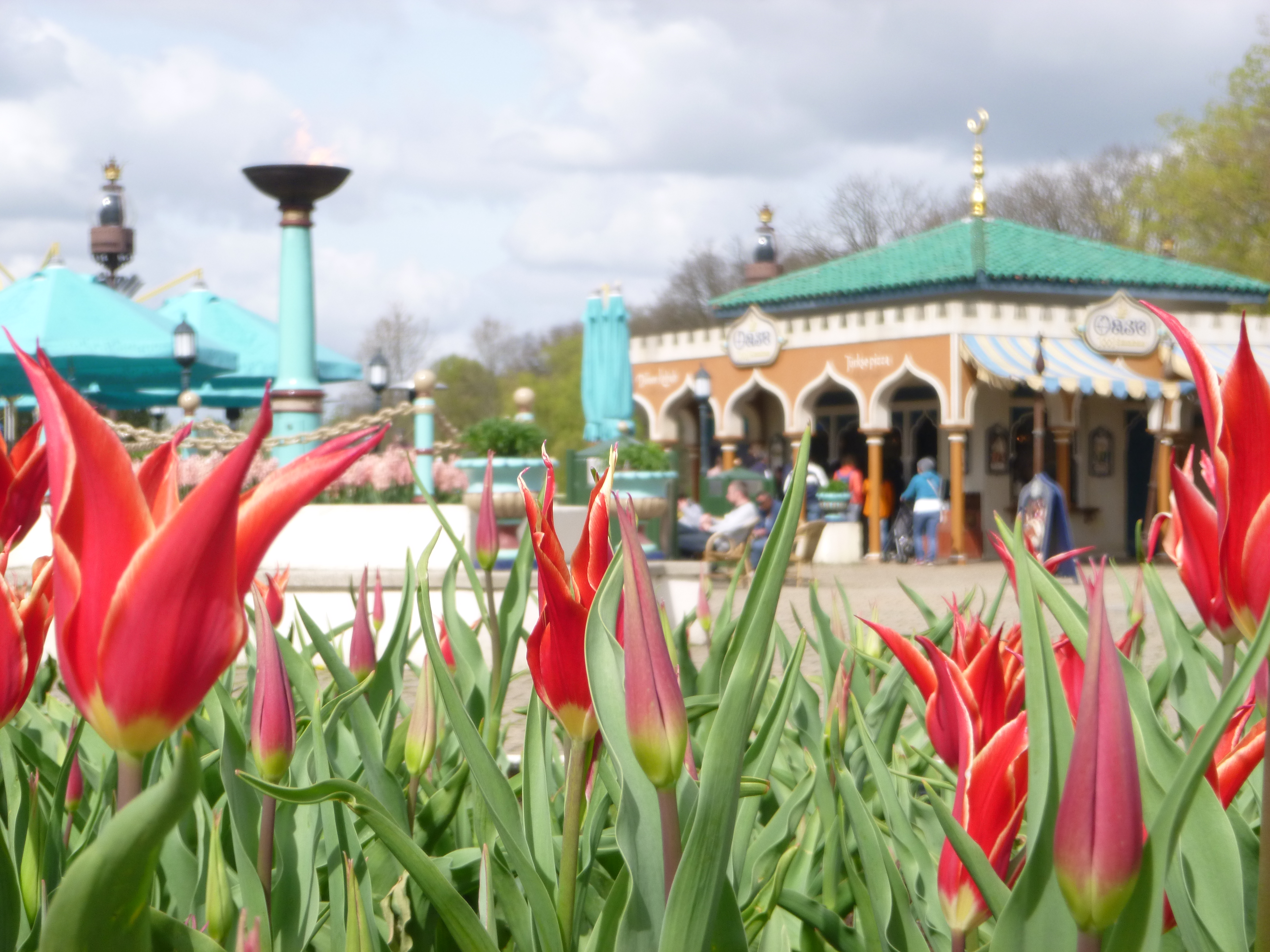
Horeca aan het plein
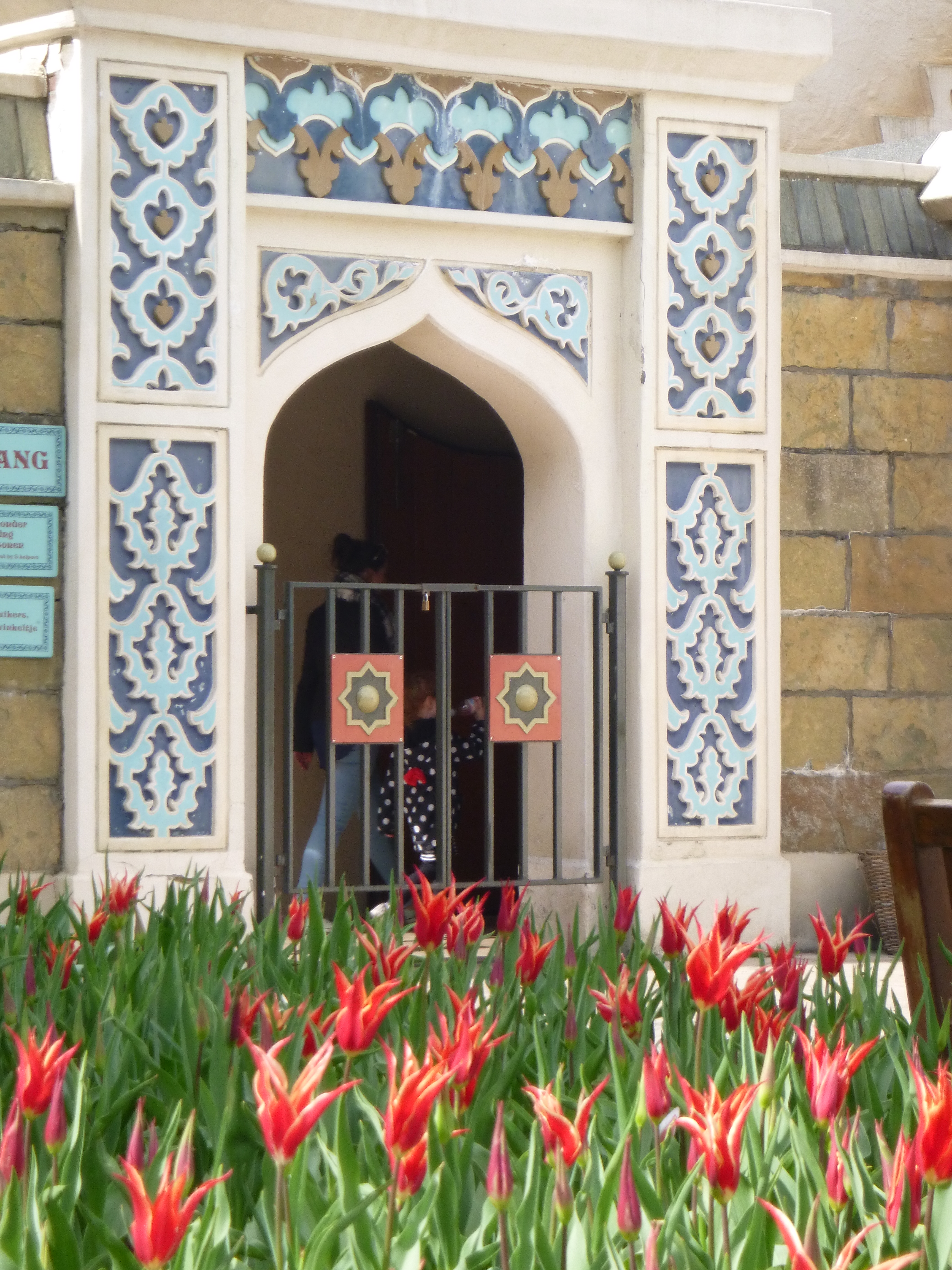
Entreepoort
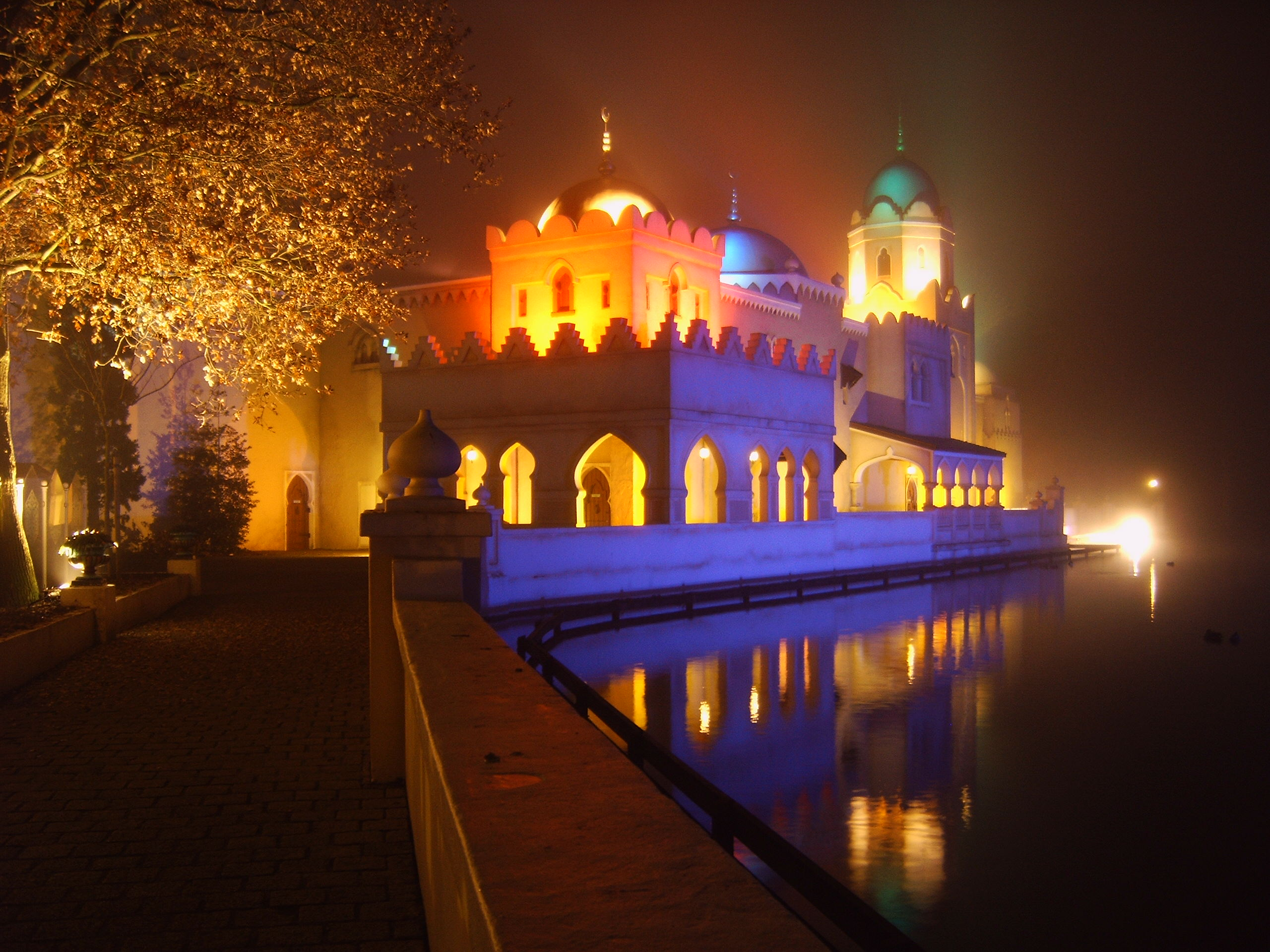
Zijkant van het complex

## Geschiedenis

### Inspiratie
De attractie was onderdeel van een meerjarenplan om de Efteling om te vormen naar een attractiepark op wereldniveau. Door de tekeningen die Anton Pieck in de jaren dertig in Marokko had gemaakt, speelde binnen het bestuur al jaren het idee om iets met het thema Duizend-en-een-nacht te doen. Nadat Eftelingontwerpers Ton van de Ven en Jan Verhoeven Disneyland in de Verenigde Staten bezoeken, werd besloten om de attractie te baseren op de Disney-darkride Pirates of the Caribbean. Eind jaren zeventig werden de plannen concreet. 

### Transport
Het transportsysteem van Fata Morgana, waarbij bezoekers middels een tow-boat-ride-systeem langs verschillende taferelen varen, is afkomstig van de Zwitserse fabrikant Intamin. Het oorspronkelijke idee was om de attractie op een eiland in de siervijver, waar nu de Gondoletta vaart, te plaatsen zodat de boten erdoorheen voeren. Dit plan wordt echter afgeschoten om vervolgens een ruimere locatie te vinden aan de Vonderplas. 

### Inhoud
Bezoekers nemen plaats in boten en varen langs een variëteit aan Oosterse taferelen. De attractie toont verscheidene scènes die zijn geïnspireerd op de sferen van Duizend-en-een-nacht. Er komt echter geen specifiek verhaal hieruit aan bod tijdens de vaartocht. De decoratie is grotendeels door het attractiepark zelf gerealiseerd. Een deel hiervan werd ingekocht bij externe thematiseringsbedrijven of betreft authentieke voorwerpen uit onder meer Marokko, Frankrijk en de Filipijnen. De attractie heeft 15 miljoen gulden gekost.

### Muziek
Voor het componeren van de muziek voor Fata Morgana maakte Ruud Bos uitsluitend gebruik van tekeningen en maquettes van de attractie. Hij schreef vijf composities: The Harbour, Eastern Jails, Harem, Jungle en Market Place. Elke compositie vertegenwoordigt een gedeelte van de attractie.

### Naam
Hoewel de 'officiële' werknaam van de attractie Het sprookje van Duizend-en-één-nacht luidde, werd onder het personeel al snel gesproken van De Arabische Show. Daarna was er sprake van Fata Medina, maar de Efteling deed deze naam af omdat het mogelijk aanstootgevend zou zijn om deze naar de voor moslims heilige stad Medina te vernoemen. De uiteindelijke naam Fata Morgana werd pas gekozen in het voorlaatste jaar, na het houden van een wedstrijd onder de personeelsleden.

### Latere aanpassingen
Al na een paar maanden na de opening gaat het mechaniek van het hoofd van de Djinn kapot. Diverse pogingen om dit te repareren mislukken. In 2018 werd de attractie grondig gerenoveerd. Hierbij werd een aantal speciale effecten toegevoegd, storingsgevoelige elementen vervangen door nieuwere mechaniek en nieuwe beplanting in de jungle-scène aangebracht.

## Rit
De route is opgedeeld in veertien scènes waar steeds een nieuw deel van de reis wordt uitgebeeld door bewegende poppen, zogenaamde animatronics. De bezoekers stappen vanaf een draaischijf met maximaal zestien personen in een boot en maken een reis door een Arabische stad in de avond. De bezoekers verkennen deze verboden stad maar worden steeds gemaand worden te keren. Er is echter geen weg terug. Af en toe duikt een kalief op die de bezoekers de weg wijst en poorten opent door te toveren.
In de eerste scène komt men terecht in een dichtbegroeid oerwoud, waar in de verte een Oosterse paleis te zien is. Zodra de boot naderbij komt verdwijnt het paleis echter miraculeus als een fata morgana. In de bomen boven de bezoekers sissen slangen vervaarlijk. Tijdens de trektocht door het oerwoud stuit men onverwachts op de kalief (ook wel tovenaar Miraculus genoemd), die met zijn toverstaf de poorten van de Verboden Stad op magische wijze opent.
Voor de ogen van de bezoeker ontluikt zich de armenwijk van de stad, waar direct een aantal deuren en ramen dichtslaan om aan te geven dat de bezoekers niet welkom zijn. Bedelaars smeken om een paar geldstukken en een in zijn slaap gestoorde Arabier schreeuwt uit het venster naar een ezeldrijver, die maar niet begrijpt waarom zijn ezel niet over de op instorten staande brug heen wil.
Aangekomen bij de markt zien we de chirurgijn op de markt bezig om een tand te trekken, terwijl diverse marktlui hun koopwaar aan de voorbijvarende bezoeker trachten te slijten van wie de zinnen door de geur van vers fruit wordt geprikkeld. De tapijtverkoper probeert tevergeefs vliegende tapijten aan de bezoeker te verkopen.
Via de krokodillentunnel waar ratten aan een kadaver knabbelen komt men bij de poort met het vallende hek. Hier worden de bezoekers door de bewakers wederom gemaand terug te keren. Wanneer ze dat niet doen wordt een kanon afgeschoten. De bewakers laten een hek vallen, maar dit blijft vlak boven de hoofden van de bezoekers hangen, waarna men in het voorportaal van de gevangenis komt waar de bewakers zich vermaken met een buikdanseres.
Vervolgens vaart men de kerkers van de Pasja binnen en na gezien te hebben hoe slecht de gevangenen het hebben komt men vervolgens de kalief weer tegen. Hij wijst de weg door een rots open te splijten.
Via een drukke handelshaven varen de boten naar de voorhoven van het paleis van de Pasja. Hier ziet men de harem waar de vrouwen verscholen achter een raam hun haar borstelen en buiten twee als vrouw vermomde mannen de haremdames naar buiten proberen te lokken. Ondertussen worden paleistijgers met moeite in bedwang gehouden om de argeloze bezoeker niet onverwachts van opzij te bespringen.
Wanneer de gordijnen openschuiven, bevindt men zich in de troonzaal van de op dat moment feestvierende Pasja. Meer dan veertig gasten heeft de Pasja uitgenodigd, die smoezend, druk gebarend of lurkend aan een Oosterse waterpijp van het feest genieten. De buikdanseressen geven een staaltje lenigheid weg voor de gulzige ogen van de Pasja. Hier is het één en al rijkdom wat de klok slaat.
Wanneer de bezoeker uiteindelijk weet door te dringen tot de schatkamer van de Pasja, loopt het fout: terwijl de boot tussen de benen van de reusachtige djinn vaart, die de taak heeft om schatten van de Pasja te bewaken, duwt en trekt deze aan de steunpilaren. Hierna varen de bezoekers de stormtunnel in. Ze zien de kalief die plotseling verdwijnt maar nog wel een opening tevoorschijn heeft getoverd langs waar de bezoekers kunnen ontsnappen uit de gedoemde stad. 
Hierna vaart men door de kantelkamer: een ondergrondse tempel die opzij kantelt zodat het lijkt of de boot omkiept. Terwijl de stad achter de bezoeker steeds verder wegzinkt, vaart de boot via een poort in de vorm van een slangenkop net op tijd naar buiten het oerwoud in. Hierna komt men weer bij de uitgang van de attractie.

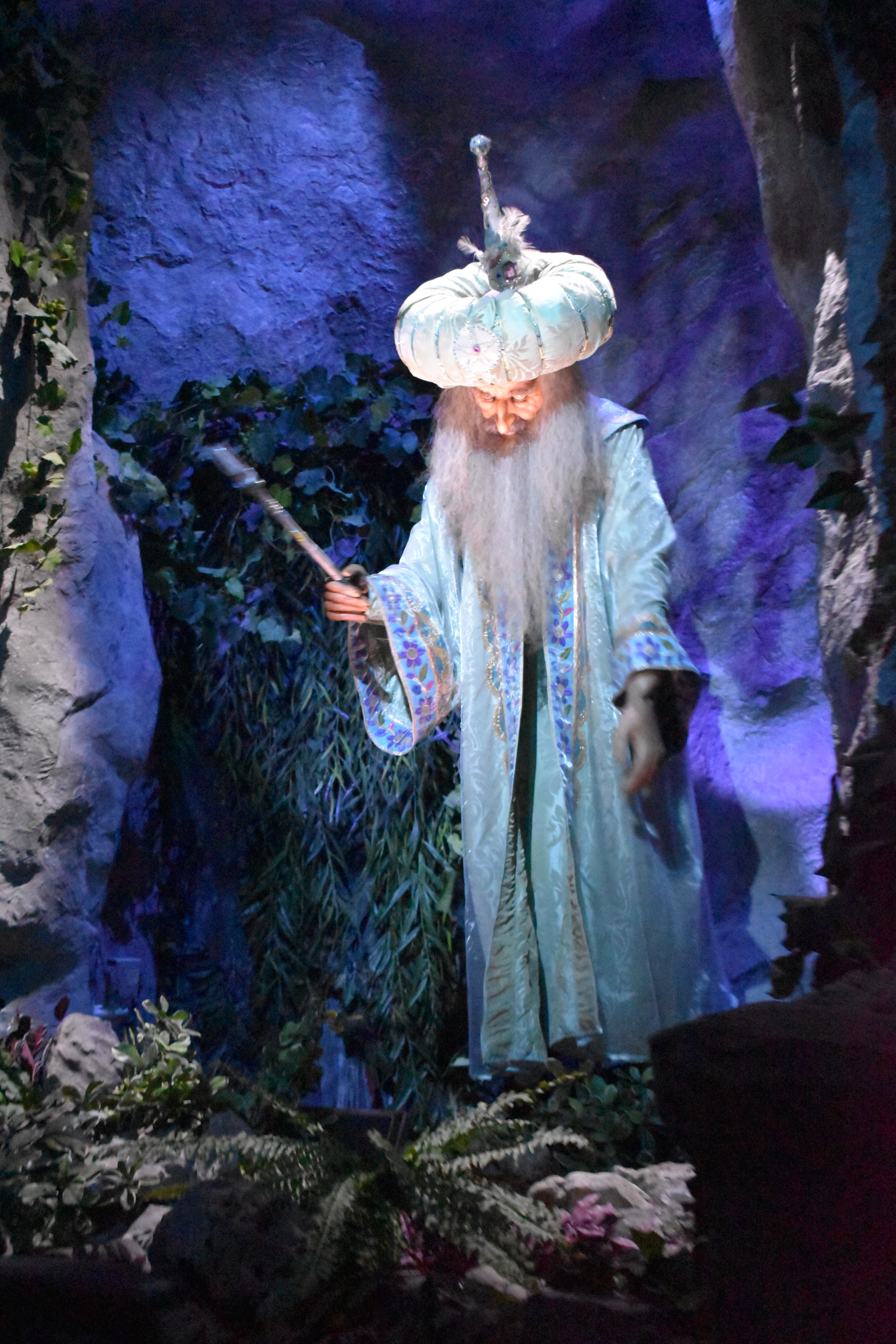
Tovenaar Miraculus
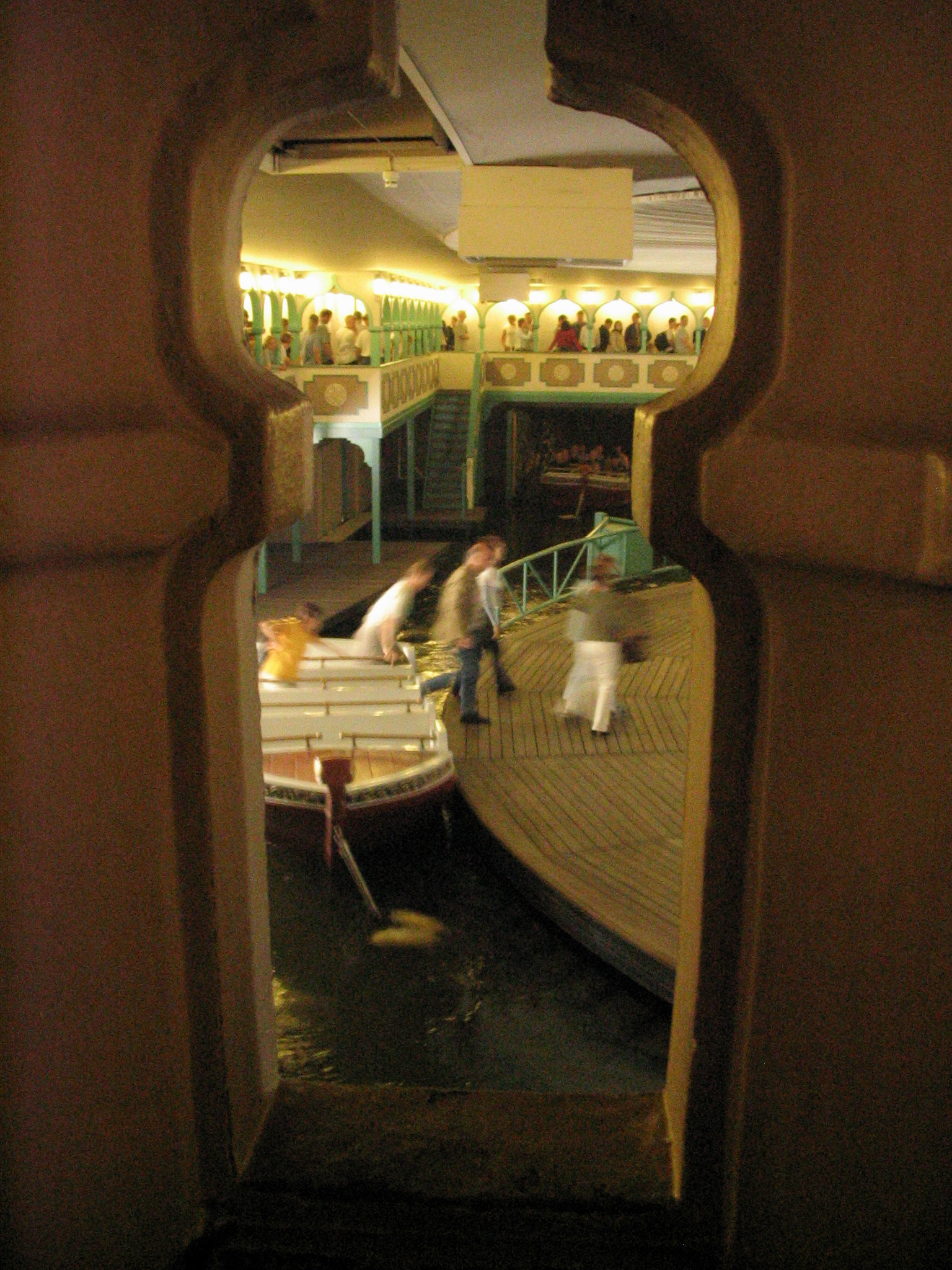
Station
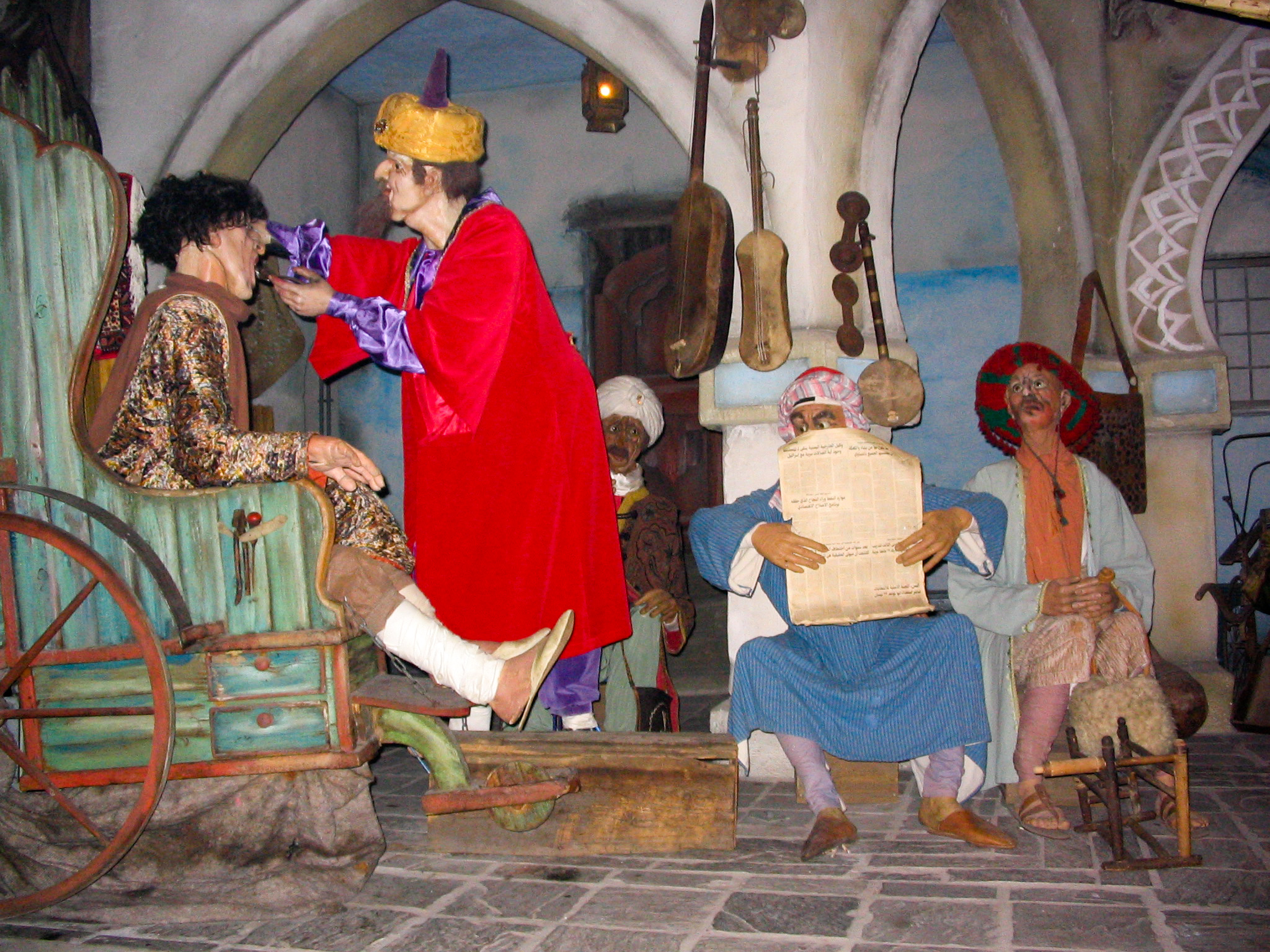
Kwakzalver
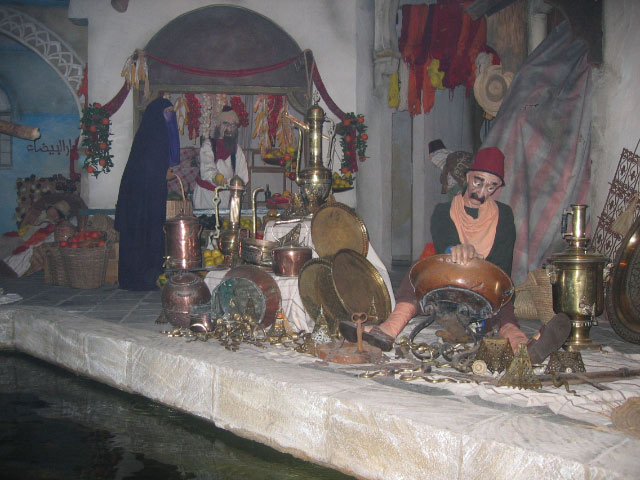
Markt
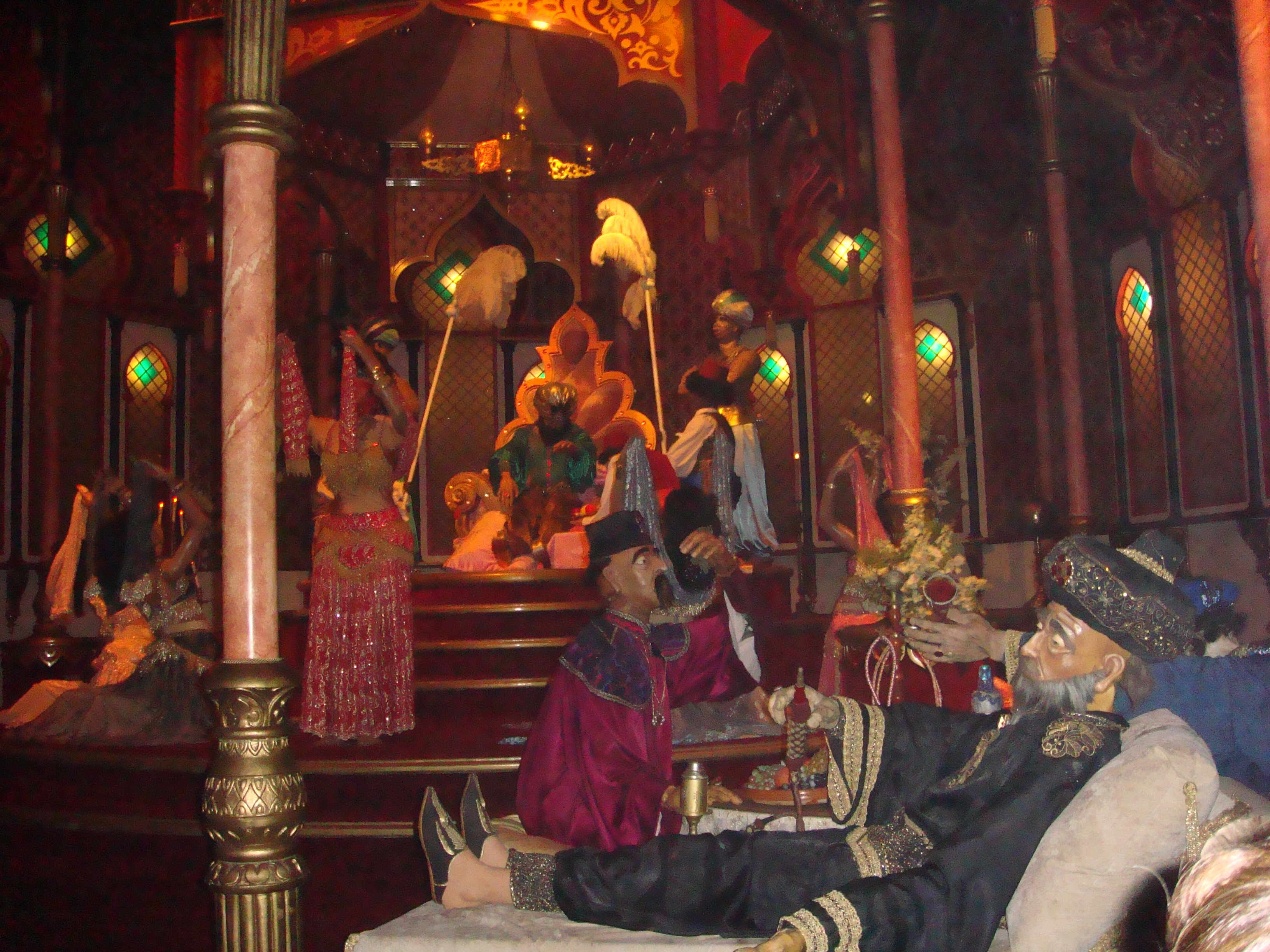
Troonzaal
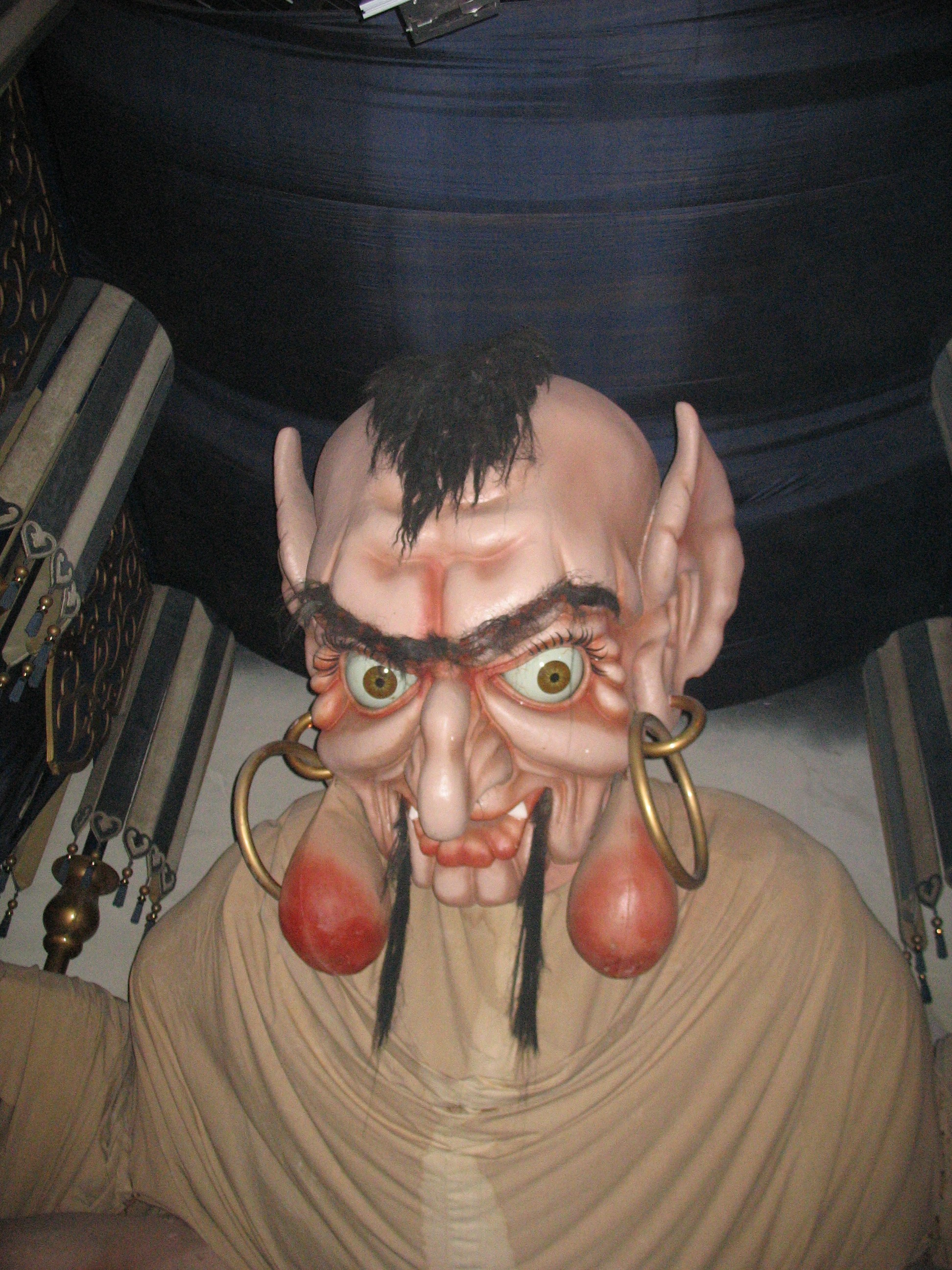
Djinn
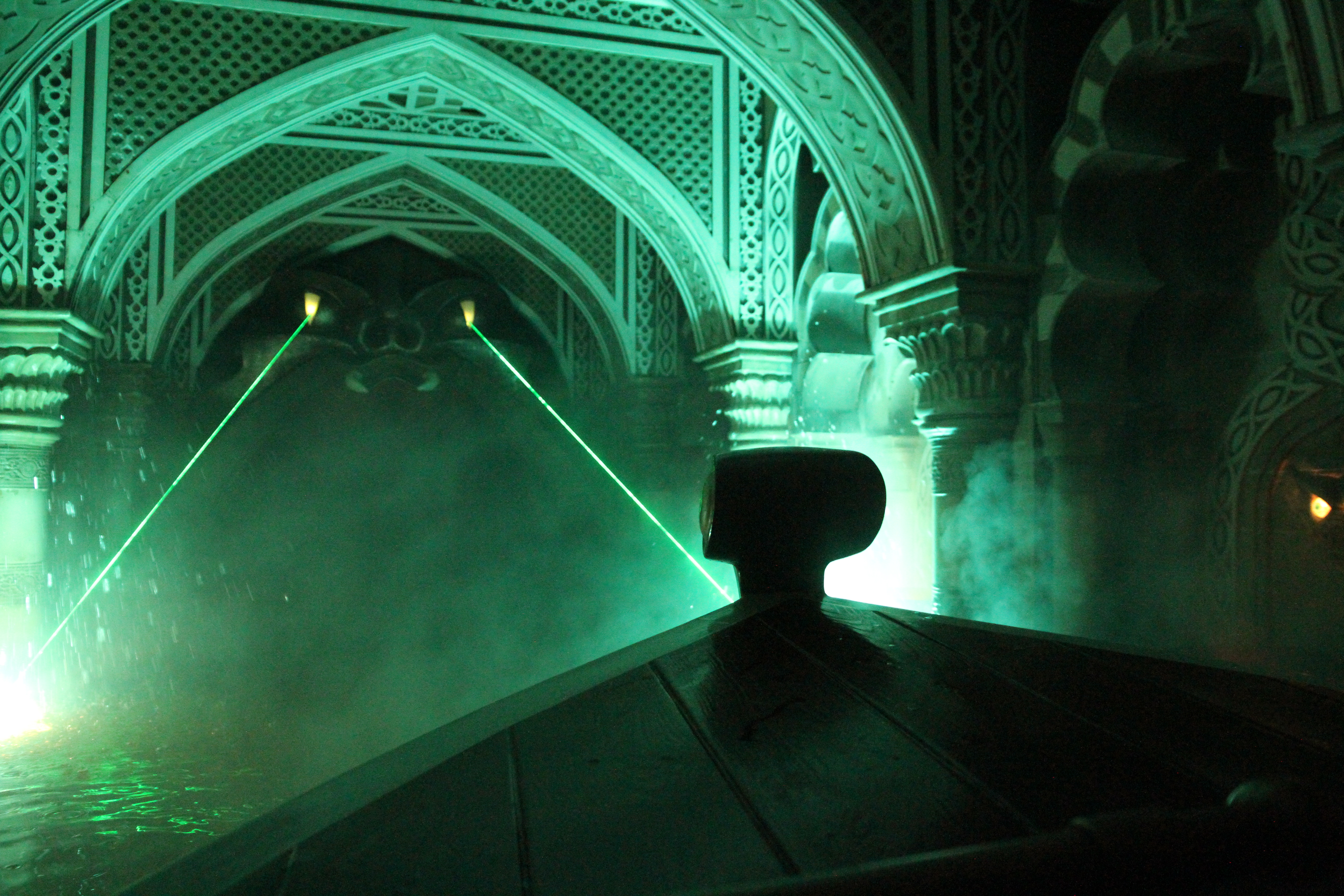
Kantelkamer

## Trivia
- In de attractie wordt gebruik gemaakt van geureffecten.
- In 1988 verscheen het Suske en Wiske-album Fata Morgana, dat zich grotendeels in de Efteling afspeelt.[3]
- Oorspronkelijk zouden de bezoekers achtervolgd worden door een groep bewakers die steeds op verschillende plekken langs de route zouden opduiken.
- In het geval van calamiteiten varen de boten door naar vaste plekken waar de passagiers kunnen uitstappen. Waar de stap naar de kade te groot is komen roosters en opblaasbare matten naar boven. De nooduitgangen zitten allemaal aan de rechterkant van de route en zijn verwerkt in de stijl van de attractie.
- Het oorspronkelijke idee voor Fata Morgana was om het te plaatsen op het eiland in de siervijver, en om de mensen in boten ernaartoe te laten varen. Uiteindelijk bleek dat er te weinig ruimte was op het eiland, maar de bootjes kwamen er wel, in de vorm van de Gondoletta.[4]